# Stephen Gately
Stephen Patrick David Gately (Dublín, 17 de marzo de 1976-Andrach, 10 de octubre de 2009), conocido simplemente como Stephen Gately, fue un cantante y actor irlandés.

## Carrera
Stephen comenzó su carrera como uno de los miembros del grupo musical Boyzone en 1993, siendo la segunda voz tras Ronan Keating. Durante varios años tuvieron mucho éxito, obteniendo varios números 1.
La banda se separó en el año 2000, comenzando una carrera en solitario de la que destacan sencillos como I believe (Yo creo) y Stay (Quédate).
En el año 2008 Boyzone volvió a reunirse con muy buena acogida por parte de sus fans, aparte de actuar en la película Credo.

## Vida personal
Poco se conocía de su vida personal, hasta que Stephen Gately se declaró homosexual en 1999, causando gran revuelo en la prensa mundial y entre sus fans.
Se casó en Las Vegas con su pareja el empresario de internet Andrew Cowles en 2003, aunque formalizó su relación en una ceremonia en Londres en 2006.
Falleció a los 33 años mientras dormía en compañía de su marido, debido a un edema pulmonar según la autopsia, durante unas vacaciones en Mallorca, España.
En 2014 la familia de Stephen volvió a abrir el caso de su muerte contratando un investigador privado.

## Discografía

### Álbumes
- 1994 Said And Done (con Boyzone)
- 1996 A Different Beat (con Boyzone)
- 1998 Where We Belong (con Boyzone)
- 1999 By Request (Greatest Hits) (con Boyzone)
- 2000 New Beginning (En solitario)
- 2001 The Ultimate Love Song Collection (con Boyzone)
- 2006 Key To My Life: The Collection (con Boyzone)
- 2010 Brother (Inédito, con Boyzone)

### Sencillos en solitario
- 1999 Chiquitita (ABBAmania)
- 2000 Bright Eyes
- 2000 New Beginning
- 2000 I Believe
- 2001 Stay
- 2007 Children of Tomorrow